# Dunkle Rotzahnspitzmaus

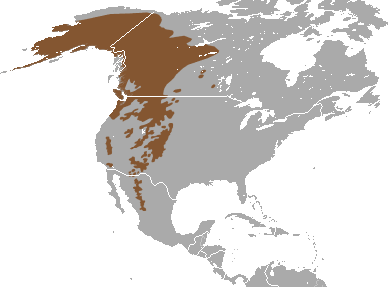
Verbreitungsgebiet der Dunklen Rotzahnspitzmaus

Die Dunkle Rotzahnspitzmaus (Sorex monticolus) ist eine Art aus der Gattung der Rotzahnspitzmäuse. Sie gehört zu den nearktischen Arten dieser Gattung. Wegen ihres nördlichen Verbreitungsgebietes gehört sie zu den wenigen Insektenfressern der arktischen Fauna. 
In ihrem Aussehen ähnelt sie der Amerikanische Masken-Rotspitzmaus. Sie ist allerdings etwas größer und ihr Fell ist bräunlicher als das dieser verwandten Art. Ihr Verbreitungsgebiet ist das südwestliche Alaska sowie Zentral-Alaska und die Region des Yukons. Sie ist in den Regionen der Tundra zu finden, die etwas feuchter sind. Ihr präferierter Lebensraum sind Flussniederungen, die mit niedrigen Weiden und Birken bestanden sind. 
Die Dunkle Rotzahnspitzmaus hat inklusive Schwanz eine Körperlänge von 95 bis 140 Millimeter. Sie wiegt zwischen fünf und zehn Gramm und gehört damit zu den schwersten und größten der nordischen Arten der Rotzahnspitzmäuse.

## Weblink
- Sorex monticolus in der Roten Liste gefährdeter Arten der IUCN 2013.2. Eingestellt von: Matson, J., Woodman, N., Castro-Arellano, I. & de Grammont, P.C., 2006. Abgerufen am 27. Dezember 2013.